# Иван Шабана
Йован (Иван) Шабанов, наречен Шабана, е български революционер, деец на Вътрешната македоно-одринска революционна организация.

## Биография
Роден е в струмишкото село Дабиля, тогава в Османската империя, днес в Северна Македония. Присъединява се към ВМОРО като един от първите членове на комитета в селото. Син му Панде също е член на организацията. Тайно прехвърля Гоце Делчев от Нивичино в Дабиля по време на негов престой в Струмишко. Десет дни Делчев остава в къщата на Шабана заедно със струмишкия окръжен ръководител Стоян Георгиев, без да излиза от нея, и се среща с присъединили се към организацията влиятелни селяни от Струмишко, между които Гальо от Съчево, Ансаро от Монопитово и други. Войвода е на селската чета на Дабиля. През есента на 1904 година заедно с робовския учител Костадин Самарджиев – Джемото, босиловския учител Васил Драгомиров, Георги Софиин от Моноспитово и други дейци от струмишите села отива в местността Широки дол, където участва на конгреса на Струмишкия революционен окръг. Лежи болен по време на сватбата на внук му през 1905 година.